# Gary Friedkin
Gary Jay Friedkin (* 23. November 1952 in Youngstown, Ohio; † 2. Dezember 2022 ebenda) war ein US-amerikanischer Schauspieler.

## Leben
Friedkin war der Sohn von Laura und Saul Friedkin und hatte drei Geschwister: Barbara, Alan und Judy. Er wuchs in Youngstown auf und besuchte dort die Rayen School. Während seiner Schulzeit spielte er Klavier und Schlagzeug in Bands, beispielsweise bei The Solars. 1970 erwarb er seinen Bachelor-Abschluss an der Dana School of Music der Youngstown State University.
Er starb im Alter von 70 Jahren, im Beisein seines Bruders Alan und dessen Frau, aufgrund von Komplikationen einer COVID-19-Infektion auf der Intensivstation des Krankenhauses St. Elizabeth in Youngstown.

## Karriere
Der kleinwüchsige Schauspieler hatte sein Debüt auf der großen Leinwand 1981 im Chevy-Chase-Film Geheimauftrag Hollywood. In Küss mich, Doc spielte er Dr. Milton Chamberlain. 1982 spielte er ein Mitglied einer Motorrad-Gang in Ridley Scotts Blade Runner mit Harrison Ford und wurde durch die Verkörperung eines Ewok in George Lucas’ Science-Fiction-Film Die Rückkehr der Jedi-Ritter aus dem Jahr 1983 bekannt.
Im Fernsehen war er unter anderem in der Sitcom Happy Days als Clarence zu sehen. Seine letzte Rolle hatte er 2016 in Mother’s Day – Liebe ist kein Kinderspiel an der Seite von Jennifer Aniston. Sein Schaffen umfasst mehr als ein Dutzend Produktionen.
Der nur 1,22 Meter große Schauspieler war ein aktives Mitglied der Little People of America und nahm an vielen nationalen Treffen teil.
Im deutschen Sprachraum wurde Friedkin unter anderem von Alexander Pelz und Joachim Tennstedt synchronisiert.

## Filmografie (Auswahl)
- 1981: Geheimauftrag Hollywood (Under the Rainbow)
- 1982: Blade Runner
- 1982: Küss mich, Doc (Young Doctors in Love)
- 1982: Happy Days (Fernsehserie)
- 1983: Die Rückkehr der Jedi-Ritter (Return of the Jedi)
- 1984: Hardrock-Zombies
- 1986: Unbekannte Dimensionen (The Twilight Zone, Fernsehserie)
- 1987: Schneewittchen (Snow White)
- 1992: Cool World
- 1997: Practice – Die Anwälte (The Pratice, Fernsehserie)
- 1997: Perversions of Science (Fernsehserie)
- 1998: Chicago Hope – Endstation Hoffnung (Chicago Hope, Fernsehserie)
- 2000: King of B-Movies (The Independent)
- 2002: The Duel (Kurzfilm)
- 2003: 10-8: Officers on Duty (Fernsehserie)
- 2006: Shut Up and Shoot!
- 2016: Mother’s Day – Liebe ist kein Kinderspiel (Mother’s Day)